# FFU-Kunstholz
FFU-Kunstholz (von englisch Fiber reinforced Foamed Urethane, dt. faserverstärktes, geschäumtes Urethan) ist ein Faser-Kunststoff-Verbundwerkstoff aus verstärktem Polyurethan (PUR), der in den 1970er Jahren in Japan entwickelt wurde.
Das Haupteinsatzgebiet von FFU-Kunstholz ist der Eisenbahnbau, wo es als Schwelle mit sehr langer Lebensdauer, hoher Beanspruchbarkeit und Resistenz gegen Flüssigkeiten eingesetzt wird. Darüber hinaus wird FFU-Kunstholz im Bauwesen im Bereich von Kläranlagen, Tunnelbau, Ankerwänden und im  Wasserbau verwendet.
Im Bereich der Bahntechnik ergibt die Summe der Brücken-, Weichen- und Tunnelprojekte, an denen im Zeitraum von 1985 bis 2020 FFU-Kunstholzschwellen eingebaut wurden, eine Gleislänge von mehr als 1550 km, dies auf Trassen von Stadtbahnen und Gleisanlagen der Vollbahnen mit Achslasten mit bis zu 36 t. Die Streckenlänge der einzelnen Projekte (Brücken, Weichen, Tunnel) liegt in der Größenordnung von 10 m bis 500 m.
Der überwiegende Teil der in diesem Zeitraum verwendeten FFU-Kunstholzschwellen wurde am Hochgeschwindigkeitsnetz der Shinkansen und bei den regionalen Eisenbahnen und Metros in Japan eingesetzt. Seit 2004 werden FFU-Kunstholzschwellen in Europa eingesetzt. Im Jahr 2019 wurden in Europa ca. 20.000 FFU-Bahnschwellen verbaut.
FFU ist eine eingetragene Wortmarke der Sekisui Kagaku Kogyo k.k. für Gebäudeabdichtungen, Eisenbahnschwellen und Baumaterialien.

## Entwicklung des FFU
Aufzeichnungen der japanischen Eisenbahnbetreiber zeigten in den 1970er Jahren, dass ca. 70 % ihrer bis dahin eingesetzten Schwellen aufgrund von Verwitterung auszutauschen waren.
Die Bahngesellschaften suchten nach alternativen Materialien zur Herstellung von Bahnschwellen unter folgenden Vorgaben:
- einfache Handhabung und Verarbeitung
- annähernd gleiches spezifisches Gewicht
- Verwendbarkeit der bisherigen Befestigungselemente
- höhere Lebenserwartung durch bessere 
  - Beständigkeit gegenüber Wechselbelastung
  - Witterungsbeständigkeit bzw. Resistenz gegenüber Schadorganismen

In Zusammenarbeit mit den japanischen Bahnen entwickelte der japanische Kunststoffspezialist Sekisui in den 1970er Jahren ein geeignetes Material und bezeichnete es als FFU (Fiber reinforced Foamed Urethane).
1980 wurden in Zusammenarbeit mit dem „Railway Technical Research Institute“ und der japanischen Eisenbahn zwei Versuchsstrecken mit Eslon Neo Lumber FFU ausgerüstet.
Im Kanmon-Tunnel der Sanyo-Hauptstrecke wurden74 FFU-BI-Blocks in Form einer festen Fahrbahn installiert und auf der Eisenbahnbrücke über den Miomote-Fluss der Uetsu-Strecke kamen 18 Stück FFU zum Einsatz.
Nach einer Versuchsdauer von fünf Jahren wurden 1985 die FFU-Versuchsblöcke  ausgebaut und untersucht. Die Untersuchungsergebnisse zeigten keine Alterung und die Werte waren sehr gut. FFU wurde daraufhin bei Japanese National Railways (JNR) als Standardschwelle eingeführt.
1991 führte das Railway Technical Research Institute weitere Untersuchungen an Schwellen der beiden Versuchsprojekte durch. Der Bericht zeigte auf, dass es keine erkennbare Alterung von FFU gab. 

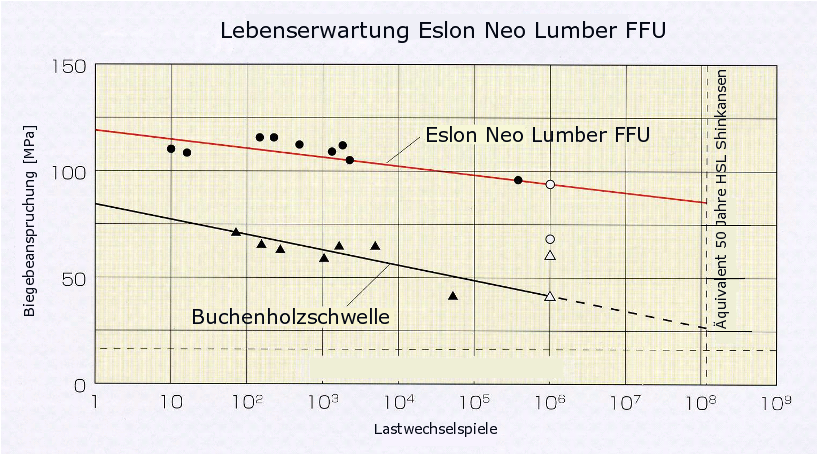
100 Millionen Lastwechsel - Lebenserwartung 50 Jahre

1996 wurden vom Railway Technical Research Institute FFU der obigen Versuchsstrecken ausgebaut und ein weiteres Mal untersucht. Im Zuge dieser Untersuchungen wurden an den ausgebauten Schwellen 100 Millionen Lastwechsel durchgeführt. Dies bedeutet theoretisch bei 20 stündigem Bahnbetrieb je Kalendertag, dass je Stunde ca. 275 Achsen über diese Schwelle rollen. In anderen Worten entspricht dies einer praktischen Belastung von einem Zug mit 28 Achsen alle sechs Minuten über einen Zeitraum von 50 Jahren. Die Lebenserwartung von FFU wurde damit nur angedeutet, da unterschiedliche Bahnbetreiber unterschiedliche Zugfrequenzen haben. Bei diesem Versuch wurde gezeigt, dass der Wert für die Biegebeanspruchung von FFU bei 100 Millionen Lastwechseln liegt.
2011 führt das RTRI einen Test an Schwellen der ersten Feldversuche von 1980 durch. Die bereits seit 30 Jahren im Einsatz gewesenen FFU Schwellen zeigen eine geringe Verringerung der technischen Kennwerte. Im Ergebnis genehmigt das Railway Technical Research Institute die Verwendung der FFU Kunstholzschwellen für weitere zwei Jahrzehnte.

## Einsatz in Bahnnetzen

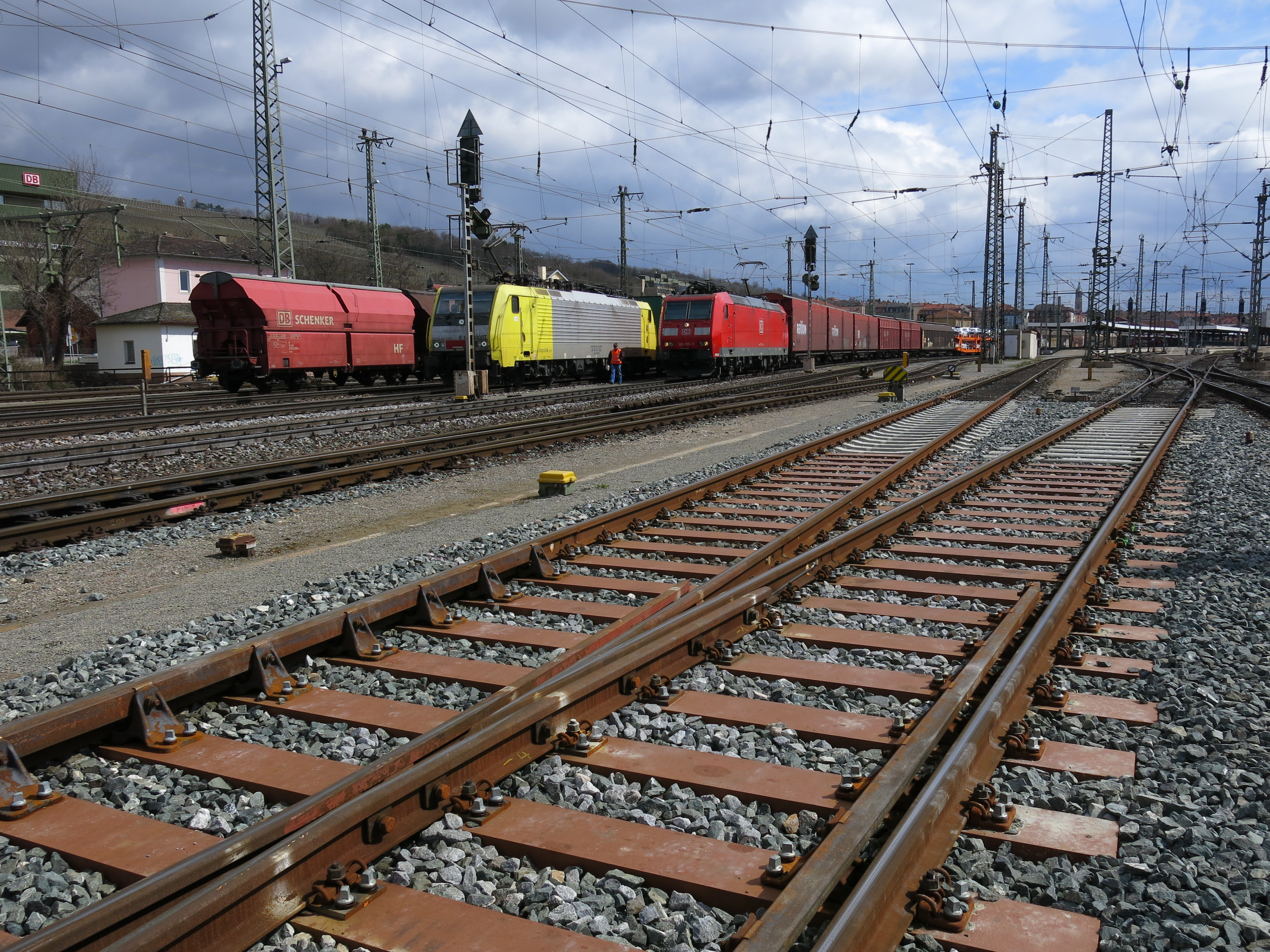
Anwendung bei Deutsche Bahn AG

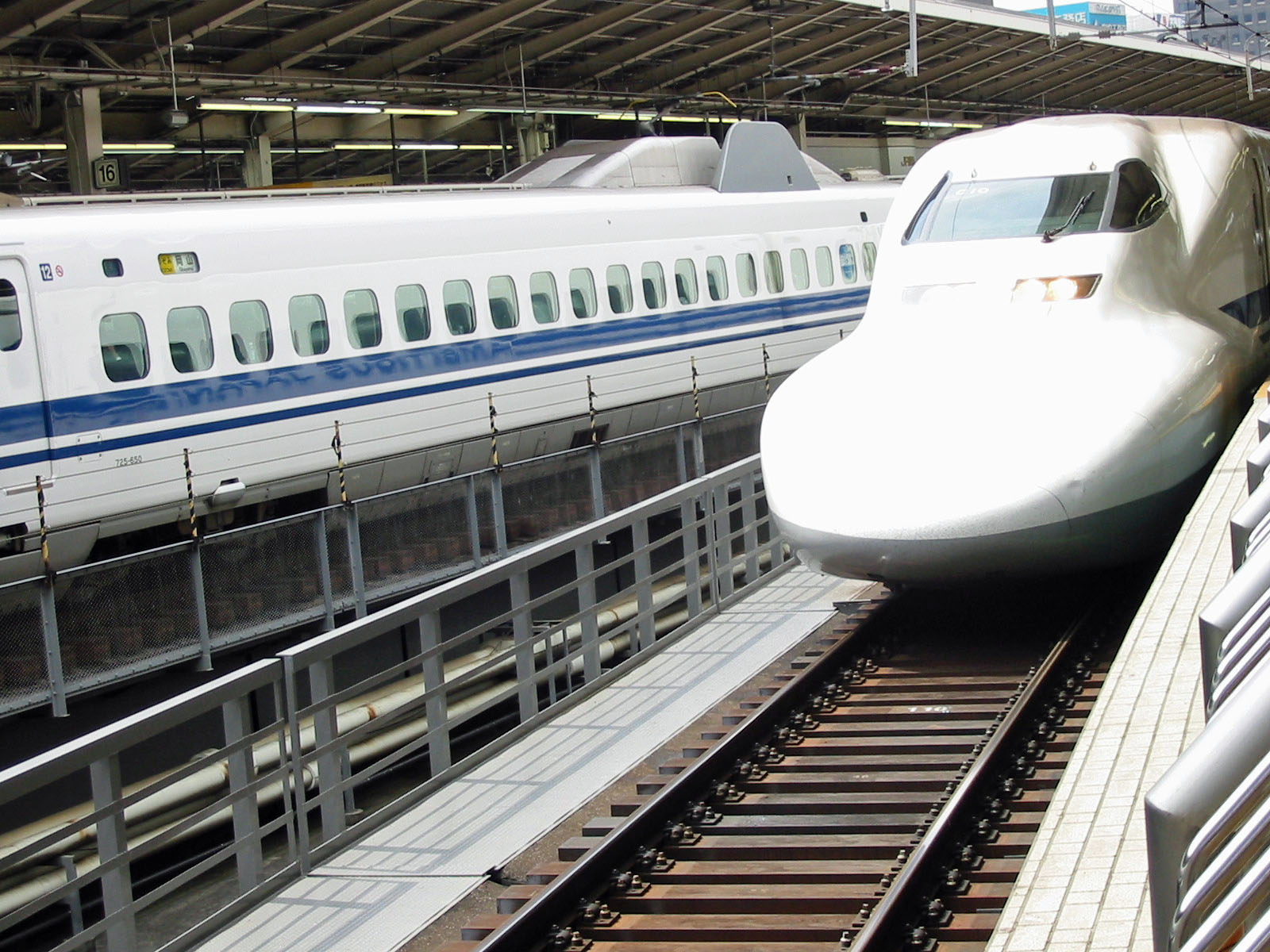
Tokio Hauptbahnhof

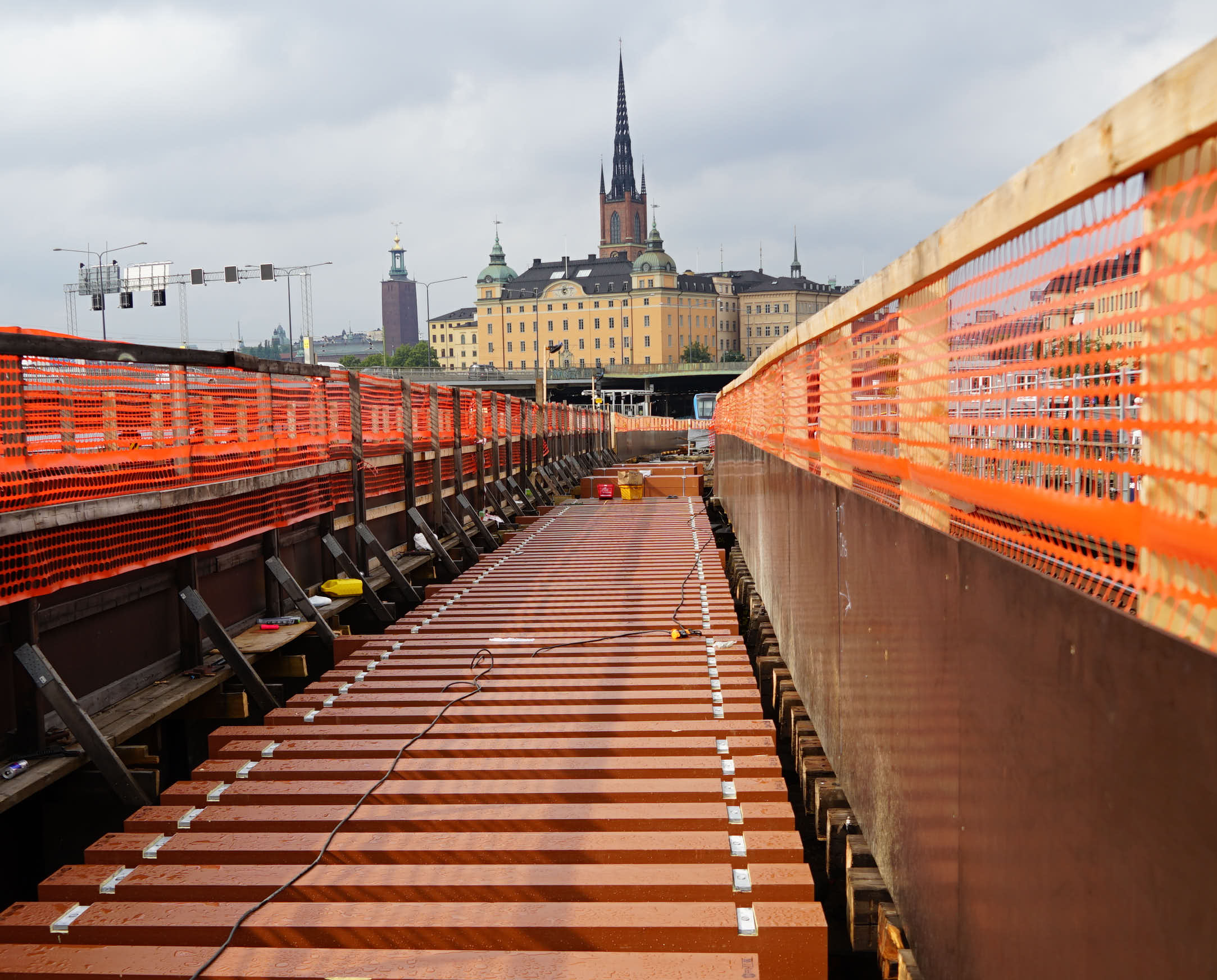
Storstockholms Lokaltrafik

Seit 1985, nach einer praktischen Versuchsdauer von fünf Jahren, werden FFU-Bahnschwellen von der japanischen Eisenbahn als Standardprodukt im Bereich von Brücken, Weichen, Tunneln sowohl im Schotterbett als auch in der Festen Fahrbahn eingebaut.
Ab 1991 begannen weitere staatliche und private Eisenbahngesellschaften, FFU auf ihrer Schieneninfrastruktur einzusetzen.
- 2002 Einsatz von FFU beim Neubau der Shinkansen Kyushulinie und Tohokulinie.
- 2004 wurde es erstmals in Europa von den Wiener Linien bei der Zollamtsbrücke eingebaut.
- 2005 erfolgte der erste Einsatz am Netz der ÖBB in Wien.
- 2008 Einbau der ersten Weiche mit FFU im Chempark Leverkusen.
- 2010 Im Frühjahr statteten die Hamburger Hochbahnen die erste Weiche auf ihrem Streckennetz mit FFU aus.
- 2011 Die Deutsche Bahn rüstet die erste Brücke in Vilsbiburg mit FFU Kunstholz aus.
- 2012 Die Deutsche Bahn rüstet zwei Weichen im Bahnhof Würzburg mit FFU aus. Je Tag rollen 70.000 Tonnen über diese Weichen.[3]
- Weitere europäische Eisenbahninfrastrukturunternehmen nutzen diese Schwellenart besonders auf Brücken und bei Weichen[4]
- 2015 Tisseo (eine Nahverkehrsgesellschaft) in Toulouse renoviert 2 Weichen in Fester Fahrbahn mit FFU-Kunstholz.[5]
- 2020 Väylä testet FFU bei minus 65 Grad Celsius und führt anschließend ersten Einbau auf Brücken und Strecken durch.